# 탈세계화
탈세계화(脫世界化, 영어: deglobalization, deglobalisation)는 세계화를 벗어나자는 주장이나 현상이다. 세계화의 뜻과 반대로 세계 여러 나라가 정치, 경제, 사회, 문화, 과학 등 다양한 분야에서 타국과 교류하지 않으려는 현상을 보인다. 2008년 9월 15일의 리만 브라더즈 파탄으로 발단하는 금융 위기의 확대에 의해서, 세계적으로 무역이나 자본 이동이 정체하는 현상이다.

## 탈세계화의 의미
탈세계화 또는 탈지구촌화(Deglobalisation)는 전 세계의 특정 단위 (일반적으로 국가 - 주) 간의 상호 의존성 및 통합을 감소시키는 과정이다. 세부적으로 경제 무역과 국가 간 투자가 감소하며 특히 각국의 재화, 자본, 고용등의 교류 역시 감소한다. 탈세계화는 시간이 지남에 따라 점차 통합되는 세계화와 대조적인 의미로 사용된다.

## 탈세계화의 등장
탈세계화라는 용어는 경제 활동의 일부로서 등장했다. 특히 1914년과 1970년대 사이에 무역지수가 하락한 많은 선진국에서 나타난 매우 심오한 변화 중 하나이다. 무역지수의 감소는 경제 세계화가 많은 범위에서 심화되고 있음에도 불구하고 그들의 경제는 다른 세계 경제와 통합되지 못하고 있음을 의미한다. 제프리 삭스 미 컬럼비아대학교 교수는 "대공황 시기처럼 세계화의 붕괴가 가능하다"고 말했다.
세계화와 마찬가지로 경제, 무역, 사회, 기술, 문화 및 정치 차원을 언급 할 수 있지만, 탈세계화 연구에서 수행된 많은 작업은 주로 국제 경제학 분야를 지칭한다. 세계화는 대부분의 사람들에게 일반적이며 표준이었기 때문에 1850-1914 및 1950-2007과 같은 정체 된 국제 상호 작용의 시기조차 종종 보일 때 탈세계화에 대한 흥미로운 비교를 해 볼 수 있다. KOF 스위스 경제 연구소 (KOF Swiss Economic Institute)의 세계화 지수는 2009년 경제 세계화에 대한 분명한 틈새를 보여준다. 닷컴 버블 붕괴와 9.11 사건으로 인해 세계화 속도가 느려졌지만 최근의 경제 위기와 금융 위기는 글로벌화 과정에 대한 심각한 후퇴를 초래했다. 지역으로서의 가장 큰 상향 운동은 남아시아에서 발생했지만 (아주 작은 증가 임에도 불구하고) 라틴 아메리카와 사하라 사막 이남 아프리카는 지역 평균치가 현저히 감소한 반면, 고소득 국가, 특히 OECD 국가들은 현재 위기 이전부터 시작된 침체 경향을 지속하고 있다.

## 세계화의 측정
세계화와 마찬가지로, 경제적 탈세계화는 다른 방식으로 측정 될 수 있다. 이들은 4가지의 주요 경제 흐름을 중심으로 측정된다

### 상품 및 서비스
EX) 수출 및 국가 수입 또는 인구의 1 인당 수입 비율

### 노동 및 인력
EX) 순 이주율; 인구에 의해 가중 된 내부 및 외부 이동 그리고 GDP의 결과로 나오는 송금액, 국민 소득 또는 인구의 1 인당 비율로 내외부 직접 투자
사례 : 2017년 12월 11일 WTO 각료회의가 개막하며 보호무역주의의 흐름을 보이는 경제상황에 위기를 겪고 있다. 미국이 세계무역의 수호자에서 보호무역주의로 돌아서면서 세계무역시스템이 권력공백 상태에 직면하고 있다는 지적이 제기되었다.

## 탈세계화 운동의 주요 사례
탈 세계화 운동의 중요한 사례 중 하나는 조지 W. 부시와 버락 오바마 행정부가 미국산 제품을 무역 상품보다 선호하도록 고안된 막대한 경기 부양책의 당사자로 미국 법안 조항을 제정 한 미국에서 발견될 수 있다. 마찬가지로 EU는 농업 부문을 보호하기 위해 새로운 보조금을 부과했다. 이러한 탈세계화의 움직임은 탈 세계화 운동을 통해 선진국이 2007-08년의 금융 위기에 어떻게 대응하는지 보여주는 사례로 볼 수있다.

### 브렉시트
영국이 유럽 연합을 탈퇴한다는 의미로, 영국의 일부 개인, 정당, 단체가 추진하고 있는 정치적 목표. 2016년 6월 열린 영국 국민투표 개표 결과 72.2%의 투표율에 51.9%의 찬성(17,410,742표), 반대 48.1%(16,141,241표) 기권(26,033표)로 영국의 유럽 연합 탈퇴가 확정되었다.

### 트럼프 대통령의 당선과 기후협약 탈퇴
트럼프는 전력 정화 계획을 배제하는 데 서약하고 170개 이상의 나라들에서 탄소 방출에서 축소를 요구한 파리 기후 동의서에서 빠져나갔다.

## 탈세계화의 위험
국제 무역의 (성장률) 감소는 장기 성장에 부정적으로 작용할 것이다. 국제적 상호 작용 감소와 성장 감소는 보호주의와 비경제적인 문제 영역을 자극하여 국가 간 협조 감소와 국제사회에서 분쟁 위험 증가가 예상 될 수 있다는 의미에서 문제를 보인다.

## 탈세계 세계화의 국제 정치 경제학
탈세계화는 정치적 의제 항목이나 새로운 세계 경제 질서에 대한 토론을 구성하는 용어로도 사용되어왔다. 예시로, 월든 벨로(Walden Bello)는 2005년 탈세계화 (Deglobalization)에서도 이 용어를 사용했다.

## 같이 보기
- 세계화
- 반세계화운동
- 글로벌 자본주의
- 지구주의